# Austrian Council on Climate Change
Der Austrian Council on Climate Change (ACCC) ist ein österreichischer interdisziplinärer Klimabeirat, der internationale Forschungsprogramme zum Thema Klimawandel mitgestaltet.

## Entwicklung
Die frühere österreichische CO2-Kommission beschäftigte sich seit 1991 mit den Herausforderungen eines möglichen Klimawandels in Österreich. Ein neuer Auftrag zur Beratung und Unterstützung der Klimapolitik im Jahre 1996 führte zur Bildung des ACCC (Österreichischer Klimabeirat).
Elf Professoren aus den verschiedensten Forschungsbereichen erhielten den Auftrag, in einer interdisziplinären Zusammenarbeit die internationalen Forschungsprogramme zum Thema Klimawandel mitzugestalten, um deren Ergebnisse für Österreich zu interpretieren. Daraus sollte sich eine Diskussion mit allen Beteiligten entwickeln, um die Möglichkeiten einer klimaverträglichen Form der Wirtschaft herauszufinden.
Heute stellt der ACCC ein Informationsportal der nationalen und internationalen Klimapolitik und -forschung dar. Der ACCC arbeitet eng mit dem Lebensministerium und dem Umweltbundesamt zusammen.

## Klimaforschung
In Österreich gibt es folgende Forschungsaktivitäten zum Klimawandel:
- AustroClim: Die Klimainitiative österreichischer Wissenschaftler
- StartClim: Erste Analyse extremer Wetterereignisse und ihrer Auswirkungen in Österreich
- CIRCLE: Das Umweltbundesamt koordiniert das EU-ERA-NET-Projekt CIRCLE (Climate Impact Research Coordination within a Larger Europe)
- Institut für Meteorologie an der Universität für Bodenkultur, Wien (Vorstand. Helga Kromp-Kolb)
- Institut für interdisziplinäre Gebirgsforschung (IGF)
- Institute for Wood Science and Technology: Universität für Bodenkultur, Wien
- Human Dimensions Programme Austria (HDP_A): Institute of Economics an der Universität Graz
- Abteilung für Meteorologie und Geophysik an der Universität Innsbruck
- Abteilung für Meteorologie und Geophysik an der Universität Wien
- The International Institute for Applied Systems Analysis (IIASA)
- Joanneum Research, Institute of Energy Research
- Institut für industrielle Ökologie
- Seibersdorf Research - Environmental Planning Department
- alpS GmbH - Centre for Climate Change Adaptation Technologies
- Zentralanstalt für Meteorologie und Geodynamik
- Wegener Zentrum für Klima und Globalen Wandel

## Weitere Aktivitäten des ACCC
Informationen auf folgenden Gebieten:
- Klimagrundlagen
- Emissionen (Österreich, Europa, weltweit)
- Klimapolitik (Österreich, Europa, weltweit)
- Emissionshandel (EU-Emissionshandel, Österreichisches JI/CDM Programm)
- Dokumente (Offizielle Dokumente zum Klimawandel bezüglich Österreich)
- Publikationen (Internationale und österreichische Publikationen, Publikationen des Umweltbundesamtes und des ACCC)
- Veranstaltungen und Konferenzen zum Klimaschutz